# 奧蘭公園
奧蘭公園（英語：Orland Park）是位於美國伊利諾伊州庫克縣和威爾縣的一個村落。

## 地理
奧蘭公園的座標為41°36′26″N 87°51′42″W / 41.60722°N 87.86167°W，而該地最高點為海拔高度209米（即686英尺）。

## 人口
根據2010年美國人口普查的數據，奧蘭公園的面積為57.68平方千米，當中陸地面積為56.94平方千米，而水域面積為0.74平方千米。當地共有人口56767人，而人口密度為每平方千米984人。